# Norbert Hauata
Norbert Hauata (8 de juny 1979, Papeete, Polinèsia Francesa) és un àrbitre de futbol nascut a la Polinèsia Francesa.
Hauata es va convertir en àrbitre de la FIFA l'any 2008. La seva carrera internacional inclou participacions en la Copa del Món sub-17 del 2011 jugada a Mèxic i a la Copa de les Nacions de la OFC del 2012 jugada a les Illes Salomó i també a la Copa del Món de futbol de 2018 de Rússia tant a la fase classificatòria com a la fase final.